# فیض‌اله ناصری
فیض‌اله ناصری (زاده ۱ مه سال ۱۹۵۵ در تهران) یک وزنه‌بردار بازنشسته ایرانی است. او جوانترین عضو تیم وزنه‌برداری ایران در بازی‌های المپیک تابستانی ۱۹۷۶ بود. او در مسابقات جهانی ۱۹۷۸ گیتزبرگ به مقام چهارم جهان رسید.

## زندگی شخصی
ناصری دو دختر  و یک پسر  دارد. ناصری  ساکن تهران است.